# Vooruit (Gent)
Der Vooruit in Gent ist ein Kulturzentrum und ein unter Denkmalschutz stehender historischer Gebäudekomplex, der einst als Volksheim von der Konsumgenossenschaft Vooruit geschaffen wurde. Er beherbergt das Kunstzentrum Viernulvier (niederländisch Kunstencentrum Viernulvier).

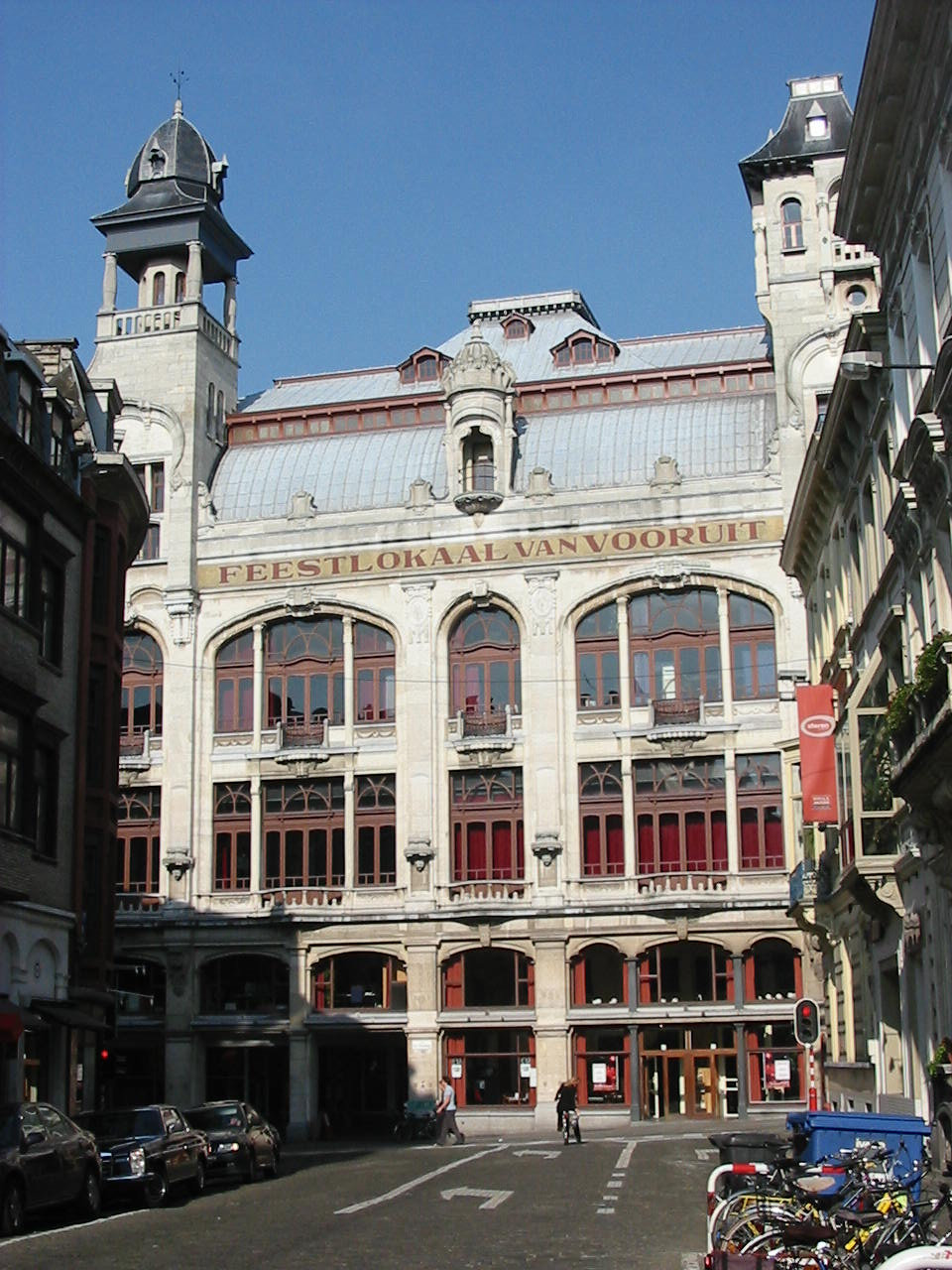
Kulturzentrumn Vooruit in Gent

## Geschichte
Ferdinand Dierkens war der Architekt des zwischen 1911 und 1914 errichteten Gebäudes, das bis in die 1930er Jahre als Symbol der Stärke der belgischen sozialistischen Bewegung der Zwischenkriegszeit fungierte. Der Namensgeber, die Konsumgenossenschaft Vooruit („Vorwärts“) wurde 1891 von Edward Anseele gegründet und existierte bis 1970. Das heutige Vooruit-Gebäude war bereits ursprünglich als Fest- und Kulturzentrum geplant, die eigentlichen Firmenräumlichkeiten befanden sich an anderem Ort. Das Gebäude verfügte über einen Ballsaal, einen Filmsaal, es beherbergte auch eine Theatergruppe. Seit dem Zweiten Weltkrieg verfiel das Gebäude, nach dem Krieg geriet die Trägergenossenschaft in zunehmende wirtschaftliche Schwierigkeiten. 1982 fiel schließlich die Entscheidung, das Festlokal des Vooruit als öffentliches Kulturzentrum zu erhalten. Seit 1983 steht das nunmehr renovierte Gebäude unter Denkmalschutz.
Am 21. März 2021 benannte sich die politische Partei Socialistische Partij Anders (sp.a) in Vooruit um. Um nicht einen Namen mit der Partei zu teilen, entschied sich das Kunstzentrum, sich ebenfalls umzubenennen. Dazu wurde ein Onlinewettbewerb eingerichtet, bei dem Interessierte einen neuen Namen vorschlagen konnten, bis zur Festlegung nannte sich das Kunstzentrum vorübergehend Voo?uit. Im Mai 2022 nahm es den Namen Viernulvier an, eine Anspielung auf die HTTP-Fehlermeldung 404 (not found). Das Gebäude, in dem sich das Kunstzentrum befindet, heißt hingegen weiterhin De Vooruit.